# Céline une seule fois / Live 2013
Céline une seule fois / Live 2013 — концертный альбом/видеоальбом канадской певицы Селин Дион. Он был выпущен на лейбле Columbia Records 16 мая 2014 года в виде набора из трех дисков (2CD/DVD и 2CD/Blu-ray). Концерт был записан 27 июля 2013 года на Полях Авраама в Квебеке во время однодневного шоу Céline… une seule fois. На аудиоверсию альбома также вошли четыре бонус-трека, записанные в Париже во время аншлагового концерта Дион Tournée Européenne 2013 в ноябре и декабре 2013 года.
Песня «Celle qui m’a tout appris» была выпущена как сингл в апреле 2014 года в целях продвижения нового альбома. Премьера трейлера Céline une seule fois / Live 2013 состоялась 28 апреля 2014 года, а видеоклип на «Celle qui m’a tout appris» был выпущен 6 мая 2014 года. Céline une seule fois / Live 2013 вошел в десятку лучших в чартах Франции, Канады, Бельгии (Валлония) и Китая.

## Содержание
14 апреля 2014 года официальный сайт Дион объявил, что запись шоу Céline… une seule fois на Полях Авраама в Квебеке выйдет 19 мая 2014 года. Релиз под названием Céline une seule fois / Live 2013 представляет собой DVD/Blu-ray с концертом и два CD, на которые также вошли четыре бонус-трека с аншлаговых концертов Дион в Париже в 2013 году («Tout l’or des hommes», «Un garçon pas comme les autres (Ziggy)», «Water and a Flame» и «Regarde-moi»). Шоу открывает «Ce n'était qu’un rêve», дебютный сингл Дион 1981 года, и содержит её лучшие хиты, в том числе песни из её прошлогоднего коммерчески успешного франкоязычного релиза Sans attendre. Кроме того, на этом выступлении состоялась мировая премьера «Loved Me Back to Life», первого сингла из её одноимённого альбома, выпущенного позже в том же году. Эта запись была использована в качестве видеоклипа на песню и выпущена 18 сентября 2013 года. «J’irai où tu iras» была исполнена в дуэте с Жаном-Марком Кутюром, победителем музыкального телепроекта Star Académie 2012 года, также выступившего тем вечером на разогреве.
Дион посвятила концерт жертвам крушения Лак-Мегантик, недавней железнодорожной катастрофы, в результате которой 6 июля 2013 года погибло сорок семь человек.

## Синглы
Песня «Celle qui m’a tout appris» стала первым и единственным синглом из Céline une seule fois / Live 2013 и четвёртым синглом из Sans attendre. 8 апреля 2014 года его отправили на радио Франции, а 29 апреля 2014 года трек также был выпущен на канадских радиостанциях. Клип на песню «Celle qui m’a tout appris», взятый с концерта Céline… une seule fois, был загружен на официальный канал Дион на Vevo 6 мая 2014 года.

## Продвижение
10 августа 2013 года запись концерта Céline… une seule fois стала доступна зрителям сервиса Vidéotron в Квебеке. 29 ноября 2013 года концерт под названием Celine Dion Only Once транслировался в Латинской Америке на DirecTV (Аргентина, Чили, Колумбия, Эквадор, Перу и Венесуэла). В декабре 2013 года он был показан на трех европейских каналах: швейцарском RTS Deux (24 декабря), французском D8 (25 декабря) и бельгийском La Une (31 декабря; ретрансляция 5 января 2014 года). 20 апреля 2014 года Céline… une seule fois транслировался на канале TVA в Канаде. Позже он был номинирован на премию «Феликс» в категории «Телешоу года — Музыка», но уступил La Voix (франкоканадской версии вокального шоу «Голос»). Трейлер концерта был загружен на официальный канал Дион на Vevo 28 апреля 2014 года. Четыре дня спустя официальный сайт Дион опубликовал фотографии из буклета Céline une seule fois / Live 2013.

## Коммерческий успех
Céline une seule fois / Live 2013 был выпущен как комбинация аудио и видео, но попал только в чарты альбомов. Он вошел в десятку лучших во Франции (второе место), Бельгии (четвертое место хит-парада Валлонии), Канаде (десятое место в канадском чарте альбомов и четвёртое место в Квебеке) и Китае (первое место в Западном чарте альбомов и третье место в Общем чарте альбомов).
В первую неделю во Франции объём продаж Céline une seule fois / Live 2013 составил 18 547 экземпляров, что позволило альбому дебютировать на второй позиции чарта, уступив лишь пластинке Ghost Stories британской группы Coldplay. В Канаде альбом стартовал с десятого места чарта, будучи проданным а количестве 5 319 копий за первую неделю. На второй неделе альбом опустился на третье место во Франции с продажами 10 300 копий и на четырнадцатое место в Канаде с продажами 2 032 копий. На третьей и четвёртой неделе во Франции Céline une seule fois / Live 2013 опустился на восьмое и четырнадцатое места, разойдясь тиражом 5200 и 4500 копий соответственно. Альбом получил золотой статус в 2014 году. Он также достиг одиннадцатого места в главном чарте Швейцарии (и пятого места в чарте Романдии), а также вошел в сорок лучших в Нидерландах, Бельгии, Фландрии, Италии и в корейском международном чарте альбомов.

## Список композиций
| №                   | Название                                                      | Автор(ы)                                                                  | Длительность |
| ------------------- | ------------------------------------------------------------- | ------------------------------------------------------------------------- | ------------ |
| 1.                  | «Ce n'était qu'un rêve»                                       | Тереза Дион Селин Дион Жак Дион                                           | 1:37         |
| 2.                  | «Dans un autre monde»                                         | Жан-Жак Гольдман                                                          | 4:09         |
| 3.                  | «Parler à mon père»                                           | Жак Венерузо                                                              | 3:00         |
| 4.                  | «It's All Coming Back to Me Now / The Power of Love» (medley) | Джим Стайнман Гюнтер Менде Кэнди Деруж Дженнифер Раш Мэри Сьюзан Эпплгейт | 9:26         |
| 5.                  | «On ne change pas»                                            | Гольдман                                                                  | 4:27         |
| 6.                  | «Destin»                                                      | Гольдман                                                                  | 3:17         |
| 7.                  | «Qui peut vivre sans amour?»                                  | Элоди Хесме Давид Гатеньо                                                 | 3:26         |
| 8.                  | «Je crois toi»                                                | Гольдман                                                                  | 5:41         |
| 9.                  | «La mer et l'enfant»                                          | Grand Corps Malade Гатеньо                                                | 3:07         |
| 10.                 | «Celle qui m'a tout appris»                                   | Нина Буро Венерузо                                                        | 3:52         |
| 11.                 | «Terre»                                                       | Эрик Бензи                                                                | 4:05         |
| 12.                 | «J'irai où tu iras» (дуэт с Жан-Марком Кутюром)               | Гольдман                                                                  | 3:42         |
| 13.                 | «Bozo»                                                        | Феликс Леклер                                                             | 3:08         |
| 14.                 | «Je n'ai pas besoin d'amour»                                  | Жан-Пьер Ферлан Дэниэл Меркюр                                             | 3:51         |
| 15.                 | «S'il suffisait d'aimer»                                      | Гольдман                                                                  | 4:40         |
| 16.                 | «L'amour existe encore»                                       | Люк Пламондон Риккардо Коччанте                                           | 4:15         |
| Общая длительность: | Общая длительность:                                           | Общая длительность:                                                       | 66:00        |

| №                   | Название                                                            | Автор(ы)                                                     | Длительность |
| ------------------- | ------------------------------------------------------------------- | ------------------------------------------------------------ | ------------ |
| 1.                  | «All by Myself»                                                     | Эрик Кармен Сергей Рахманинов                                | 4:50         |
| 2.                  | «Je sais pas»                                                       | Гольдман Джей Каплер                                         | 6:10         |
| 3.                  | «Je danse dans ma tête / Des mots qui sonnent / Incognito» (medley) | Пламондон Романо Мусумарра Алдо Нова Марти Саймон Жан Руссел | 8:14         |
| 4.                  | «Love Can Move Mountains / River Deep, Mountain High» (medley)      | Дайан Уоррен Элли Гринвич Джефф Барри Фил Спектор            | 6:07         |
| 5.                  | «My Heart Will Go On»                                               | Джеймс Хорнер Уилл Дженнингс                                 | 6:41         |
| 6.                  | «Pour que tu m'aimes encore»                                        | Гольдман                                                     | 5:08         |
| 7.                  | «Loved Me Back to Life»                                             | Сия Фёрлер Хашам Хуссейн Денариус Мотес                      | 4:47         |
| 8.                  | «Le miracle»                                                        | Мари Бастид Джоаккино Мориси                                 | 4:33         |
| 9.                  | «Tout l'or des hommes» (bonus track)                                | Венерузо                                                     | 2:50         |
| 10.                 | «Ziggy (un garçon pas comme les autres)» (bonus track)              | Пламондон Мишель Берже                                       | 3:46         |
| 11.                 | «Water and a Flame» (bonus track)                                   | Фрэнсис "Эг" Уайт Дэниел Мерриуизер                          | 3:51         |
| 12.                 | «Regarde-moi» (bonus track)                                         | Гольдман                                                     | 4:02         |
| Общая длительность: | Общая длительность:                                                 | Общая длительность:                                          | 61:00        |

| №                   | Название                                                            | Автор(ы)                               | Длительность |
| ------------------- | ------------------------------------------------------------------- | -------------------------------------- | ------------ |
| 1.                  | «Ce n'était qu'un rêve»                                             | Т. Дион С. Дион Ж. Дион                | 1:38         |
| 2.                  | «Dans un autre monde»                                               | Гольдман                               | 4:06         |
| 3.                  | «Parler à mon père»                                                 | Венерузо                               | 2:59         |
| 4.                  | «It's All Coming Back to Me Now / The Power of Love» (medley)       | Стайнман Менде Деруж Раш Эпплгейт      | 9:26         |
| 5.                  | «On ne change pas»                                                  | Гольдман                               | 4:25         |
| 6.                  | «Destin»                                                            | Гольдман                               | 3:18         |
| 7.                  | «Qui peut vivre sans amour?»                                        | Хесме Гатеньо                          | 3:27         |
| 8.                  | «Je crois toi»                                                      | Гольдман                               | 4:53         |
| 9.                  | «La mer et l'enfant»                                                | Malade Гатеньо                         | 3:53         |
| 10.                 | «Celle qui m'a tout appris»                                         | Буро Венерузо                          | 3:53         |
| 11.                 | «Terre»                                                             | Бензи                                  | 4:04         |
| 12.                 | «J'irai où tu iras» (дуэт с Жан-Марком Кутюром)                     | Гольдман                               | 3:43         |
| 13.                 | «Bozo»                                                              | Леклер                                 | 3:03         |
| 14.                 | «Je n'ai pas besoin d'amour»                                        | Ферлан Меркюр                          | 3:55         |
| 15.                 | «S'il suffisait d'aimer»                                            | Гольдман                               | 4:36         |
| 16.                 | «L'amour existe encore»                                             | Пламондон Коччанте                     | 4:17         |
| 17.                 | «All by Myself»                                                     | Кармен Рахманинов                      | 4:53         |
| 18.                 | «Je sais pas»                                                       | Гольдман Каплер                        | 6:01         |
| 19.                 | «Je danse dans ma tête / Des mots qui sonnent / Incognito» (medley) | Пламондон Мусумарра Нова Саймон Руссел | 8:14         |
| 20.                 | «Love Can Move Mountains / River Deep, Mountain High» (medley)      | Уоррен Гринвич Барри Спектор           | 6:07         |
| 21.                 | «My Heart Will Go On»                                               | Хорнер Дженнингс                       | 6:34         |
| 22.                 | «Pour que tu m'aimes encore»                                        | Гольдман                               | 5:14         |
| 23.                 | «Loved Me Back to Life»                                             | Фёрлер Хуссейн Мотес                   | 4:49         |
| 24.                 | «Le miracle»                                                        | Бастид Мориси                          | 5:54         |
| Общая длительность: | Общая длительность:                                                 | Общая длительность:                    | 114:00       |

## Чарты
| Чарт (2014)                              | Позиция |
| ---------------------------------------- | ------- |
| Австрия (Ö3 Austria)                     | 74      |
| Бельгия/Валлония (Ultratop)              | 4       |
| Бельгия/Фландрия (Ultratop)              | 29      |
| Германия (Offizielle Top 100)            | 56      |
| Греция (IFPI)                            | 42      |
| Испания (PROMUSICAE)                     | 91      |
| Италия (Classifica album)                | 34      |
| Канада (Canadian Albums Chart)           | 10      |
| Квебек (ADISQ)                           | 4       |
| Китай (Sino Chart)                       | 3       |
| Китай / Западные альбомы (Sino Chart)    | 1       |
| Мексика (Top 100 Mexico)                 | 61      |
| Нидерланды (Album Top 100)               | 12      |
| Республика Корея (Circle)                | 69      |
| Республика Корея (Gaon)                  | 19      |
| Франция (SNEP)                           | 2       |
| Швейцария (Schweizer Hitparade)          | 11      |
| Швейцария/Романдия (Schweizer Hitparade) | 5       |

| Чарт (2014)                 | Позиция |
| --------------------------- | ------- |
| Бельгия/Валлония (Ultratop) | 37      |
| Франция (SNEP)              | 77      |

## Сертификации и продажи
| Регион                                                       | Сертификация | Продажи |
| ------------------------------------------------------------ | ------------ | ------- |
| Франция (SNEP)                                               | Золотой      | 50 000* |
| * Данные о продажах приведены только на основе сертификации. |              |         |

## История релиза
| Регион                                                      | Дата        | Лейбл    | Формат                                    | Каталог                 |
| ----------------------------------------------------------- | ----------- | -------- | ----------------------------------------- | ----------------------- |
| Австрия Бельгия Германия Нидерланды Швейцария [ 40 ] [ 41 ] | 16 мая 2014 | Columbia | 2 CD и DVD / Blu-ray цифровая дистрибуция | 88843065122 88843065142 |
| Канада Франция [ 42 ]                                       | 19 мая 2014 | Columbia | 2 CD и DVD / Blu-ray цифровая дистрибуция | 88843065122 88843065142 |
| Италия Испания [ 43 ]                                       | 20 мая 2014 | Columbia | 2 CD и DVD / Blu-ray цифровая дистрибуция | 88843065122 88843065142 |
| Греция Республика Корея [ 25 ]                              | 26 мая 2014 | Columbia | 2 CD и DVD / Blu-ray цифровая дистрибуция | 88843065122 88843065142 |